# ヨウ素消費量
ヨウ素消費量（ヨウそしようひりょう）とは下水中に存在する還元物質の指標である。チオ硫酸ナトリウムで滴定することにより数値化する。